# West Lake Sammamish
West Lake Sammamish és una població dels Estats Units a l'estat de Washington. Segons el cens del 2000 tenia 5.937 habitants.

## Demografia
Segons el cens del 2000, West Lake Sammamish tenia 5.937 habitants, 2.164 habitatges, i 1.659 famílies. La densitat de població era de 1.625,7 habitants per km².
Dels 2.164 habitatges en un 38,8% hi vivien nens de menys de 18 anys, en un 67% hi vivien parelles casades, en un 7,1% dones solteres, i en un 23,3% no eren unitats familiars. En el 16,5% dels habitatges hi vivien persones soles el 3,7% de les quals corresponia a persones de 65 anys o més que vivien soles. El nombre mitjà de persones vivint en cada habitatge era de 2,73 i el nombre mitjà de persones que vivien en cada família era de 3,07.
Per edats la població es repartia de la següent manera: un 26,4% tenia menys de 18 anys, un 5,4% entre 18 i 24, un 30,9% entre 25 i 44, un 28,8% de 45 a 60 i un 8,5% 65 anys o més.
L'edat mediana era de 39 anys. Per cada 100 dones de 18 o més anys hi havia 93,1 homes.
La renda mediana per habitatge era de 86.415 $ i la renda mediana per família de 95.421 $. Els homes tenien una renda mediana de 62.045 $ mentre que les dones 37.768 $. La renda per capita de la població era de 38.474 $. Aproximadament l'1,7% de les famílies i el 3,5% de la població estaven per davall del llindar de pobresa.

## Poblacions més properes
El següent diagrama mostra les poblacions més properes.